# زیردریایی یو-۷۴۴
زیردریایی یو-۷۴۴ (به انگلیسی: German submarine U-744) یک زیردریایی بود که طول آن ۶۷٫۱ متر (۲۲۰ فوت ۲ اینچ) بود. این زیردریایی در سال ۱۹۴۳ ساخته شد.